# Zgrada Administracije u Rijeci
Ex Grand hotel Europe jedan je od 20-ak hotela Rijeke s kraja XIX. i početka XX. st. (danas se koristi za urede državne uprave), a nalazi se između riječke Rive i Ul. A.L. Adamicha i na najvećem riječkom trgu (Troimeni trg)

## Povijest
Preko puta Orlandovoga gata na probranom položaju stoji zgrada Ureda državne uprave Primorsko-goranske županije, bivši Hotel "Europe", građen 1874. godine, po projektu slavnog tršćanskog arhitekta Giuseppea Brunia, graditelja palače Modello i Municipija u Trstu. Konzul Josip Gorup vizionarski osjeća da se Rijeka pretvara u kozmopolitski emporij te investira svoj kapital u prvi riječki palace - hotel smješten na putničkoj obali, koja je u vrijeme intenziviranog parabrodarskog prometa postala nova fasada grada. Palača "Europe" jedan je od krasnih primjera venecijanskog eklekticizma oslonjenog na mediteransko poimanje stapanja arhitektonskih struktura s morem. Jedno je od najkoherentnijih arhitektonskih ostvarenja u Rijeci.

## Krleža o Fiumi
Rijeka je imala nevjerojatno bogat noćni život u kome je veliku ulogu imao i ovaj hotel. Miroslav Krleža u svom romanu 'Zastave' opisuje tu živost u Fjumi obasjanoj električnom rasvjetom dok u Zagrebu žmirkaju petrolejke, noćnom živošću Fjume dok je Zagreb u provincijskom mrtvilu, o električnom tramvaju u Fjumi dok u Zagrebu konji vuku tramvaje...

## Vanjske poveznice
|  | Zajednički poslužitelj ima još gradiva o temi Zgrada Administracije u Rijeci |